# Brouwerij Villers
Brouwerij Villers is een voormalige Belgische brouwerij te Liezele in de provincie Antwerpen. 

## Geschiedenis[1]
De brouwerij droeg tussen 1727 en 1988 Van Assche als naam. Daarna werd ze Vieille Villers genoemd naar hun bier om in 1992 te verkorten tot brouwerij Villers.
In 1999 werd de brouwerij overgenomen door Brouwerij Huyghe. In 2003 werd de brouwerij gedeeltelijk afgebroken om plaats te maken voor nieuwe appartementen.

## Voormalige bieren
- S Hertogenbosch-Parijs 96
- ‘T Onzent Bier
- 203 Hamse Witten
- Wuitensbier
- Abdij Vieille Villers	(blond, donker, tripel)
- Antiek
- Antwerps Wit Bier
- As Export
- As Pils
- As-Ale
- Bokrijk
- Boretech
- Boum
- Export
- Fumée d’Anvers
- Halloween Pumpkin Ale
- Happy Birthday Pils
- Heksenbrij
- I Love You Pils
- Kauno Alus
- Kilt
- King Kong
- Lambertusbier
- Liberty
- Liezelse Witte
- Loo
- Loteling (blond, bruin, dubbel, tripel)
- Mac Kot – Bière de Blaton
- Mercator
- Milo
- Neandertaler Gesöff
- Nigeria Pal
- Paranoïa (groen en roze)
- Paterken
- Patroon
- Pink Floyd
- Pispotbier
- Pumpkin Ale
- Rigas
- Roosendael (dubbel en tripel)
- Rubbel
- Schluck Specht Pils
- Smokkelaar
- Speciale
- Speciale Boum
- Ne Vlasbloeme
- De Wilg
- Zennegat (Blond en bruin)

## Huidige bieren (gebrouwen bij brouwerij Huyghe)
- Villers Vieille, een roodbruin bier met een alcoholpercentage van 7%
- Villers Tripel, een goudblond bier met een alcoholpercentage van 8,5%